# Adrihalli, Bhadravati
Adrihalli là một làng thuộc tehsil Bhadravati, huyện Shimoga, bang Karnataka, Ấn Độ.